# Elezioni amministrative dell'Amministrazione fiduciaria italiana della Somalia del 1954
Le elezioni amministrative dell'Amministrazione fiduciaria italiana della Somalia si svolsero nel maggio 1954 per eleggere i membri di 35 municipalità. La Lega dei Giovani Somali vinse poco più della metà dei 281 seggi..

## Partiti
Un totale di 15 partiti e organizzazioni erano presenti alle elezioni:
| Partito                      | Copertura geografica | Stato del clan  | Presenza nelle municipalità |
| ---------------------------- | -------------------- | --------------- | --------------------------- |
| Lega dei Giovani Somali      | nazionale            | inter-clan      | 34                          |
| Unione africana somala       | nazionale            | inter-clan      | 22                          |
| Hizbia Digil e Mirifle       | regionale            | basato sul clan | 15                          |
| Lega Progressiva Somala      | nazionale            | inter-clan      | 12                          |
| Unione Nazionale Somala      | nazionale            | inter-clan      | 7                           |
| Unione Giovanile del Benadir | regionale            | inter-clan      | 5                           |
| Lega Nazionale Somala        | locale               | inter-clan      | 1                           |
| Abgalia                      | locale               | basato sul clan | 1                           |
| Associazione giovanile Abgal | locale               | basato su clan  | 1                           |
| Ancora                       | locale               | basato sul clan | 1                           |
| Leopardo                     | locale               | basato sul clan | 1                           |
| Blocco Murosada              | locale               | basato su clan  | 1                           |
| Palma                        | locale               | basato sul clan | 1                           |
| Sei Shidle                   | locale               | basato su clan  | 1                           |
| Unione democratica somala    | locale               | basato su clan  | 1                           |

## Risultati
| Partito                   | Voti   | %    | Seggi |
| ------------------------- | ------ | ---- | ----- |
| Lega dei Giovani Somali   | 17.982 | 47,7 | 141   |
| Hizbia Digil e Mirifle    | 8.198  | 21,8 | 57    |
| Unione Nazionale Somala   | 2.273  | 6    | 5     |
| Sei Shidle                | 954    | 2,5  | 8     |
| Altri partiti             | 8.290  | 22   | 70    |
| Totale                    | 37.697 | 100  | 281   |
| Fonte: Sternberger et al. |        |      |       |